# Цілком впорядкована множина
Цілком впорядкована множина — лінійно впорядкована множина, в якій для кожної непорожньої підмножини існує найменший елемент відповідно до заданого порядку (див. Фундована множина).
Для цілком впорядкованих множин можна застосовувати трансфінітну індукцію для доведення тверджень для всіх елементів множини.

## Властивості
- Теорема Цермело: твердження, що довільну множину можна цілком впорядкувати — рівносильне аксіомі вибору чи лемі Цорна.[1]
- Якщо X та Y — дві цілком впорядковані множини, то існує вкладення однієї множини в іншу зі збереженням порядку в обох множинах.[2]
- Довільна цілком впорядкована множина ізоморфна зі збереженням порядку деякому порядковому числу, яке називається тип порядку цієї множини.
- Позиція елемента в цілком впорядкованій множині теж задається порядковим числом.

## Приклади
- Натуральні числа
- Незліченні цілком впорядковані множини можуть бути побудовані тільки з використанням аксіоми вибору.

### Цілі
На відміну від стандартного впорядкування для ≤ натуральних чисел, стандартне впорядкування ≤ цілих це не цілковите впорядкування, бо, наприклад, множина від'ємних чисел не містить найменшого елемента.
Наступне відношення R це приклад цілковитого впорядкування цілих: x R y тоді і тільки тоді, коли виконується одна з наступних умов:
1. x = 0
2. x додатне і y від'ємне
3. x і y обидва додані і x ≤ y
4. x і y обидва від'ємні і |x| ≤ |y|

Це відношення R можна візуалізувати так:
0 1 2 3 4 … −1 −2 −3 …
R ізоморфне порядковому числу ω + ω.
Іншим відношенням для цілковитого впорядкування цілих є: x ≤z y тоді і тільки тоді, коли (|x| < |y| або (|x| = |y| і x ≤ y)). Цей цілковитий порядок можна візуалізувати так:
0 −1 1 −2 2 −3 3 −4 4 …
Тут тип порядку (позиція останнього елемента, якщо такий існує) ω.

## Примітка
1. ↑  Андрійчук, Комарницький та Іщук, 2003, с. 44-45
2. ↑  Андрійчук, Комарницький та Іщук, 2003, с. 36-37